# Quem Fica em Pé?
Quem Fica em Pé? foi um game show brasileiro comandado por José Luiz Datena de 9 de abril de 2012 até 5 de dezembro de 2013 na Rede Bandeirantes. O formato do programa é bem semelhante ao também extinto programa exibido pela Rede Record Roleta Russa em 2003.

## Formato
Inspirado em um formato distribuído pela NBCUniversal, dez pessoas participam do programa, e o participante é eliminado ao cair no buraco, sendo o vencedor aquele no qual ficar em pé até o final do programa.

## Mecânica do jogo
Um participante (o líder) deve derrotar outros dez participantes (os desafiantes) para ganhar R$ 100.000. Cada um dos desafiantes se posiciona em uma de dez plataformas circulares do palco, ao redor de uma plataforma central onde fica o líder. Cada desafiante possui uma placa na sua frente, que oculta um valor que pode ser R$ 1, R$ 500, R$ 1.000, R$ 3.000 ou R$ 6.000.
O líder escolhe um dos desfiantes para tentar derrubá-lo. Alternadamente, são feitas perguntas de conhecimentos gerais para o líder e para o desafiante. Abaixo de cada pergunta, aparecem espaços indicando as letras das respostas, sendo alguns em branco. O participante tem 30 segundos para acertar a resposta.
Se o participante não conseguir responder a pergunta, a plataforma se abre e o participante cai. A moeda do desafiante se abre e o líder acumula o valor presente nela.

### Ajudas
O líder possui três ajudas: os "passas". Ou seja, ele pode passar a questão para o participante que está competindo com ele. Sendo que, se o líder conseguir chegar na 7ª rodada ele ganha mais uma ajuda.

### Fim do jogo
Dá-se quando ocorre uma das três opções a seguir:
- O líder é derrubado: O líder não possui ajudas e não consegue acertar a pergunta no prazo de 30 segundos. No caso o participante que derrubou o líder ganha o valor que está na sua moeda.
- O líder para: O líder para e ganha o valor acumulado até então.
- O líder derruba os 10 oponentes: O líder derruba os 10 oponentes e ganha o prêmio máximo do programa: R$ 100,000.

## Audiência da estreia
A estreia do programa conseguiu elevar o Ibope na Grande São Paulo no mesmo horário em dias anteriores ao lançamento. O programa ficou na quarta posição no ranking atrás da Globo, Record e SBT. Apesar da elevação na audiência o programa ficou abaixo do esperado.

## Temporadas

### Primeira temporada (2012)
A primeira temporada do game show teve início em 9 de abril de 2012, e tinha exibição diária de segunda a sexta, além de algumas edições esporádicas aos domingos. Esta temporada encerrou-se em 27 de dezembro.

### Segunda temporada (2013)
A segunda temporada do game show teve início em 15 de setembro de 2013, e ao contrário da primeira tinha sua exibição apenas aos domingos, logo após o Terceiro Tempo. Devido aos baixos índices de audiência, os diretores do programa decidiram movê-lo para às quintas. Esta temporada encerrou-se em 5 de dezembro de 2013.